# Château de la Chaussade
Le château de la Chaussade est situé sur la commune de Guérigny, dans le département de la Nièvre. Le château fait l’objet d’une inscription au titre des monuments historiques depuis le 11 octobre 2002.

## Historique
- Le dimanche 5 septembre 2021 est inaugurée, à l'entrée du château, le place de l’Indépendance-des-États-Unis[2].